# 생마르탱의 문장

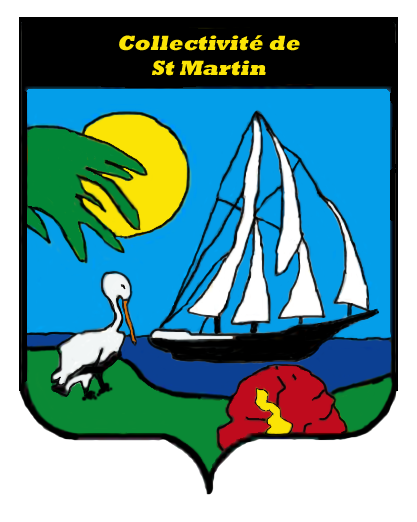
생마르탱의 문장

생마르탱의 문장은 다양한 로고와 엠블럼이 있다.
그 중 한 로고는 생마르탱이라는 글자 아래에 작은 각각 "카리브 프랑스"와 "프랑스령 카리브"를 표기하며, 그 글자를 둘러싼 파란색 리본은 "S"를 나타내고 녹색 리본은 "M"을 나타낸다.
또 다른 로고는 펠리컨, 화려한 꽃, 산호초 꽃, 국경 기념물, 노예 벽, 소금, 바다, 일출, 산 및 조개와 같은 생마르탱의 다양한 상징을 묘사한다.
또 다른 로고는 새가 날개를 펄럭이며 세인트마틴섬의 회색 윤곽을 묘사하는 것으로, 이 역시 정부 웹 사이트에 게재되었다.
사용된 생마르탱의 집단 성의 또 다른 문장이 있다. 열대 기후를 상징하는 태양 앞의 야자 잎, 섬의 동물 군을 상징하는 펠리컨, 동식물을 상징하는 히비스커스, 관광 관련 보트를 상징하는 배 및 상단에 "Collectivité de Saint Martin"이라는 단어가 있다. 2007년 2월 22일까지 존재했던 코뮌은 비슷한 문장을 사용했지만 "Ville de Saint Martin"을 사용했다.

## 갤러리

## 같이 보기
- 생마르탱의 기